# Ludwig Augustinsson
Ludwig Augustinsson (ur. 21 kwietnia 1994 w Sztokholmie) – szwedzki piłkarz, występujący na pozycji lewego obrońcy w belgijskim klubie Anderlecht .

## Kariera klubowa
Swoją karierę piłkarską Augustinsson rozpoczął w 1999 roku w klubie IF Brommapojkarna. W 2011 roku awansował do pierwszego zespołu. 20 sierpnia 2011 zadebiutował w nim w drugiej lidze szwedzkiej w przegranym 0:2 wyjazdowym meczu z Östers IF. W 2012 roku wywalczył z Brommapojkarną wicemistrzostwo ligi i awansował z nią do pierwszej ligi.
Na początku 2013 roku Augustinsson przeszedł za 350 tysięcy euro do IFK Göteborg. Swój debiut w IFK zaliczył 25 sierpnia 2013 w przegranym 1:3 wyjazdowym spotkaniu z Malmö FF. W 2013 roku zdobył z IFK zarówno Puchar Szwecji, jak i Superpuchar Szwecji. Z kolei w sezonie 2014 wywalczył wicemistrzostwo Szwecji.
Na początku 2015 roku Augustinsson przeszedł do duńskiego FC København. W Superligaen zadebiutował 22 lutego 2015 w wygranym 2:0 domowym meczu z FC Vestsjælland. W sezonie 2014/2015 został wicemistrzem kraju oraz sięgnął po Puchar Danii (zagrał w wygranym 3:2 finale z Vestsjælland). W 2017 roku został piłkarzem niemieckiego Werderu Brema.

## Kariera reprezentacyjna
W swojej karierze Augustinsson występował w młodzieżowych reprezentacjach Szwecji. W 2015 roku wystąpił z reprezentacją Szwecji U-21 na Mistrzostwach Świata U-21. Był podstawowym zawodnikiem swojej drużyny i wywalczył z nią mistrzostwo kontynentu.
W seniorskiej reprezentacji Szwecji Augustinsson zadebiutował 15 stycznia 2015 w wygranym 2:0 towarzyskim meczu z Wybrzeżem Kości Słoniowej, rozegranym w Abu Zabi.

## Statystyki kariery

### Klubowe
(aktualne na dzień 11 sierpnia 2022)
| Klub               | Sezon              | Liga               | Liga  | Liga   | Puchar Kraju | Puchar Kraju | Europa | Europa | Inne  | Inne   | Suma  | Suma   |
| Klub               | Sezon              | Liga               | Mecze | Bramki | Mecze        | Bramki       | Mecze  | Bramki | Mecze | Bramki | Mecze | Bramki |
| ------------------ | ------------------ | ------------------ | ----- | ------ | ------------ | ------------ | ------ | ------ | ----- | ------ | ----- | ------ |
| IF Brommapojkarna  | 2011               | Superettan         | 3     | 0      | 1            | 0            | –      | –      | –     | –      | 4     | 0      |
| IF Brommapojkarna  | 2012               | Superettan         | 27    | 2      | 0            | 0            | –      | –      | –     | –      | 27    | 2      |
| IF Brommapojkarna  | Ogólnie            | Ogólnie            | 30    | 2      | 1            | 0            | 0      | 0      | 0     | 0      | 31    | 2      |
| IFK Göteborg       | 2013               | Allsvenskan        | 1     | 0      | 3            | 0            | 0      | 0      | –     | –      | 4     | 0      |
| IFK Göteborg       | 2014               | Allsvenskan        | 28    | 1      | 5            | 0            | 5      | 0      | –     | –      | 38    | 1      |
| IFK Göteborg       | Ogólnie            | Ogólnie            | 29    | 1      | 8            | 0            | 5      | 0      | 0     | 0      | 42    | 1      |
| FC København       | 2014/15            | Superligaen        | 15    | 1      | 4            | 1            | –      | –      | –     | –      | 19    | 2      |
| FC København       | 2015/16            | Superligaen        | 31    | 1      | 3            | 0            | 4      | 0      | –     | –      | 38    | 1      |
| FC København       | 2016/17            | Superligaen        | 32    | 1      | 2            | 1            | 16     | 0      | –     | –      | 50    | 2      |
| FC København       | Ogólnie            | Ogólnie            | 78    | 3      | 9            | 2            | 20     | 0      | 0     | 0      | 107   | 5      |
| Werder Brema       | 2017/18            | Bundesliga         | 29    | 1      | 4            | 0            | –      | –      | –     | –      | 33    | 1      |
| Werder Brema       | 2018/19            | Bundesliga         | 34    | 1      | 5            | 0            | –      | –      | –     | –      | 39    | 1      |
| Werder Brema       | 2019/20            | Bundesliga         | 12    | 0      | 1            | 0            | –      | –      | 2     | 1      | 15    | 1      |
| Werder Brema       | 2020/21            | Bundesliga         | 23    | 0      | 5            | 0            | –      | –      | –     | –      | 28    | 0      |
| Werder Brema       | Ogólnie            | Ogólnie            | 98    | 2      | 15           | 0            | 0      | 0      | 2     | 1      | 115   | 3      |
| Sevilla            | 2021/22            | Primera Division   | 19    | 0      | 3            | 0            | 5      | 0      | –     | –      | 27    | 0      |
| Sevilla            | Ogólnie            | Ogólnie            | 19    | 0      | 3            | 0            | 5      | 0      | 0     | 0      | 27    | 0      |
| Aston Villa (wyp.) | 2022/23            | Premier League     | 0     | 0      | 0            | 0            | 0      | 0      | –     | –      | 0     | 0      |
| Ogólnie w karierze | Ogólnie w karierze | Ogólnie w karierze | 254   | 8      | 36           | 2            | 30     | 0      | 2     | 1      | 320   | 11     |

### Reprezentacyjne
(aktualne na dzień 25 marca 2024)
| Reprezentacja | Rok     | Występy | Gole |
| ------------- | ------- | ------- | ---- |
| Szwecja       | 2015    | 2       | 0    |
| Szwecja       | 2016    | 4       | 0    |
| Szwecja       | 2017    | 8       | 0    |
| Szwecja       | 2018    | 10      | 1    |
| Szwecja       | 2019    | 4       | 0    |
| Szwecja       | 2020    | 2       | 0    |
| Szwecja       | 2021    | 12      | 1    |
| Szwecja       | 2022    | 8       | 0    |
| Szwecja       | 2023    | 3       | 0    |
| Szwecja       | 2024    | 2       | 0    |
| Ogólnie       | Ogólnie | 55      | 2    |